# Раскиты
Раски́ты — хутор в Неклиновском районе Ростовской области.
Входит в состав Большенеклиновского сельского поселения.

## История
На хуторе возникло первое экопоселение в Ростовской области.

## Население
| 2010 |
| ---- |
| 0    |

## Достопримечательности
На территории хутора находится братская могила, где захоронены воины Красной Армии, погибшие в Великой Отечественной войне.